# Disney's Yacht Club Resort
Disney's Yacht Club Resort is een hotel in het Walt Disney World Resort in Lake Buena Vista, Florida, dat wordt beheerd door The Walt Disney Company.
De opening hiervan was op 5 november 1990. Disney's Yacht Club Resort is een "Deluxe" Resort, dit wil zeggen dat het tot de duurste prijsklasse behoort binnen het Walt Disney World Resort. 
Disney's Yacht Club Resort is gethematiseerd in New England-stijl.

## Eetgelegenheden
- Yachtsman Steakhouse - een Disneyrestaurant met een selectie van steakhousegerechten.
- Captain's Grille (voormalig Yacht Club Galley) - een informeel à-la-carterestaurant.
- Hurricane Hanna's - een zwembadbar waar Amerikaanse snacks worden geserveerd.

## Recreatie
- Stormalong Bay
- Quiet Pool
- Ship Shape Health Club
- Bayside Marina
- Sandy Beach
- Tennis